# 安妮·塞西尔·勒基安
安妮·塞西尔·勒基安（法語：Anne Cécile Lequien，1977年12月24日—），法国女子游泳运动员。她曾代表法国参加1992年、2000年和2004年夏季残疾人奥林匹克运动会游泳比赛，获得一枚金牌、二枚银牌和四枚铜牌。